# طلف
طلف (به عربی: طلف) یک روستا در سوریه است که در استان حماه واقع شده‌است. طلف ۴٬۹۳۴ نفر جمعیت دارد.